# Грань (театр-студия)
Театр «Грань» — профессиональный драматический театр в Новокуйбышевске.

## История
Был образован в 1970 году в здании новокуйбышевского «Дворца культуры» как любительская студия. Основателем и первым художественным руководителем театра стала заслуженный работник культуры РФ Дульщикова Эльвира Анатольевна. С 2011 года художественным руководителем и главным режиссёром является Денис Сергеевич Бокурадзе.
Первым в театре «Грань» был поставлен спектакль по пьесе М. Светлова «Двадцать лет спустя». Затем были «Дипломат» С. Алешина, «Девочка и апрель» Т. Ян, «Иркутская история» А. Арбузова, а также спектакли для детей: «Золотой ключик» А. Толстого, «Кошкин дом» С. Маршака.
16 ноября 2011 года Дульщиковой Эльвиры не стало. Её преемником стал Денис Бокурадзе. 30 декабря 2014 г. на доме, где жила Дульщикова была открыта мемориальная доска.
Первой работой Бокурадзе в качестве нового режиссера стал спектакль «Фрекен Жюли» по пьесе А. Стриндберга. В 2013 году постановка завоевала Гран-при на Фестивале театров малых городов России и осенью этого же года театр был приглашен на Всероссийский фестиваль «Реальный театр» проходивший в Екатеринбурге. Следующий спектакль под названием «Post Scriptum» вошел в лонг-лист Российской национальной театральной премии и фестиваля «Золотая Маска» (Самые заметные спектакли сезона 2013—2014 по мнению экспертного совета).
Со временем Денисом Бокурадзе была сформирована своя команда постановщиков: Елена Соловьёва (художник по костюмам), Алиса Якиманская (сценограф), Арсений Плаксин (композитор). С 2014 года все спектакли театра создаются в соавторстве с художником по свету Евгением Ганзбургом (заслуженный работник культуры РФ).
В 2016 году спектакль «Таня-Таня» стал номинантом премии «Золотая Маска» в пяти номинациях. В 2017 году «Корабль дураков», а в 2018 — «Король Лир» стали лауреатами «Золотой Маски» в номинации «Работа художника по костюмам» (Елена Соловьёва).
В 2018 году город Новокуйбышевск стал участником регионального проекта Российской национальной театральной премии и фестиваля «Золотая Маска» — «Фестиваль „Золотая Маска“ в Новокуйбышевске».
В августе 2018 года на выездном заседании главой Самарской области Дмитрием Азаровым было принято решение о строительстве нового театрального здания в сквере Славы Труду.

## Труппа театра
Команда театра состоит из 12 актёров: Юлия Бокурадзе, Даниил Богомолов, Любовь Тювилина, Сергей Поздняков, Кирилл Стерликов, Екатерина Кажаева, Василий Яров, Арсений Плаксин, Аркадий Ахметов, Арсений Шакиров, Сергей Цой, Олеся Игнатенко. В сезоне 2018—2019 в театр был принят режиссер Виктор Трегубов.

## Репертуар театра
| Название                 | Автор пьесы                     | Режиссёр           | Год премьеры | Награды                                  | Прочее                                                 |
| ------------------------ | ------------------------------- | ------------------ | ------------ | ---------------------------------------- | ------------------------------------------------------ |
| «Манкурт»                | Чингиз Айтматов                 | Виктор Трегубов    |              |                                          | художественный руководитель постановки Денис Бокурадзе |
| «Театр мудрого Дурачины» | Мигель Сервантес                | Денис Бокурадзе    |              |                                          |                                                        |
| «Старший сын»            | Александр Вампилов              | Денис Бокурадзе    |              |                                          |                                                        |
| «Король Лир»             | Уильям Шекспир                  | Денис Бокурадзе    |              | лауреат «Золотой Маски»                  |                                                        |
| «Корабль дураков»        | средневековые французские фарсы | Денис Бокурадзе    |              | лауреатат «Золотой Маски»                |                                                        |
| «Таня-Таня»              | Ольга Мухина                    | Денис Бокурадзе    |              | номинант на премию «Золотая Маска»       |                                                        |
| «Post Scriptum»          | Жан-Поль Сартр                  | Денис Бокурадзе    |              |                                          |                                                        |
| «Фрекен Жюли»            | Август Стриндберг               | Денис Бокурадзе    |              |                                          |                                                        |
| «Аз и Ферт»              | Павел Фёдоров                   | Эльвира Дульщикова |              |                                          |                                                        |
| «Вол и осёл при яслях»   | Жюль Сюпервьель                 | Денис Бокурадзе    |              |                                          |                                                        |
| «Театр теней Офелии»     | Михаэль Энде                    | Денис Бокурадзе    |              |                                          |                                                        |
| «Дракон»                 | Евгений Шварц                   | Денис Бокурадзе    |              |                                          |                                                        |
| «Мария Стюарт»           | Фридрих Шиллер                  | Денис Бокурадзе    |              | вошёл в лонг-лист премии «Золотая Маска» |                                                        |

## Награды
- Гран-при XI Фестиваля театров малых городов России (г. Пятигорск) — спектакль «Фрекен Жюли» (2013)
- Гран-при XII Фестиваля театров малых городов России (г. Коломна) — спектакль «Post Scriptum» (2014)
- Российская национальная театральная премия и Фестиваль «Золотая Маска» — спектакль «Post Scriptum» включен в long list «Золотой Маски» (Самые заметные спектакли сезона 2013—2014 по мнению экспертного совета)
- Губернский профессиональный конкурс «Самарская театральная муза» (г. Самара) — спектакль «Таня-Таня»; Даниил Богомолов — лауреат в номинации «Лучшая роль молодого актёра в драматическом театре» (роль — Охлобыстин); Алина Костюк — лауреат в номинации «Лучшая роль молодой актрисы в драматическом театре» (роль — Зина) (2015)
- Гран-при XIII Фестиваля театров малых городов России (г. Дубна) — спектакль «Таня -Таня» (2015)[10]
- Гран-при XV Фестиваля моды и театрального костюма «Поволжские сезоны Александра Васильева» (г. Самара) — спектакль «Таня — Таня» (2015)
- Губернский профессиональный конкурс «Самарская театральная муза» (г. Самара) — спектакль «Корабль дураков» («Лучший спектакль сезона») (2015)
- Российская национальная театральная премия и Фестиваль «Золотая Маска» — спектакль «Таня-Таня». Номинант в пяти номинациях. (2016)
- Гран-при XIV Фестиваля театров малых городов России (г. Вольск) — спектакль «Корабль дураков» (2016)[11]
- Губернский профессиональный конкурс «Самарская театральная муза» (г. Самара) — спектакль «Король Лир» (2017)
- Российская национальная театральная премия и Фестиваль «Золотая Маска» — спектакль «Корабль дураков». Лауреат в номинации «Лучшая работа художника по костюмам в драме» (Елена Соловьева) (2017)
- XV Фестиваль театров малых городов России (г. Тобольск) — спектакль «Король Лир». Юлия Бокурадзе — «Лучшая женская роль» за роль Реганы; Сергей Поздняков — «Лучшая мужская роль» за роль — Эдмонда (2017)
- III Межрегиональный фестиваль «Волга театральная» (г. Самара) — спектакль «Король Лир». Денис Бокурадзе — Премия за «Лучшее режиссерско-сценографическое решение спектакля»; Даниил Богомолов — «Лучшая мужская роль» (роль — король Лир); Елена Соловьева — приз «За выразительность театральных костюмов»
- Губернский профессиональный конкурс «Самарская театральная муза» (г. Самара) — спектакль «Театр теней Офелии». Премия «Лучший спектакль сезона»; спец-премия жюри конкурса «За лучший актерский ансамбль в спектакле» (2018)
- Российская национальная театральная премия и Фестиваль «Золотая Маска» — спектакль «Король Лир». Лауреат в номинации «Работа художника по костюмам» (Елена Соловьева) (2018)[12]
- Российская национальная театральная премия и Фестиваль «Золотая Маска» — спектакль «Театр теней Офелии» включен в long list «Золотой Маски» (Самые заметные спектакли сезона 2016—2017 по мнению экспертного совета)[13]
- Российская национальная театральная премия и Фестиваль «Золотая Маска»-2019. Спектакль «Старший сын» включен в long list «Золотой Маски» (Самые заметные спектакли сезона 2017—2018 по мнению экспертного совета)
- Специальный приз жюри фестиваля губернских театров «Фабрика Станиславского»-2021 за лучший актерский дуэт — Юлия Бокурадзе и Сергей Поздняков, спектакль «В сапоге у бабки играл фокстрот»[14].